# Геворкян, Самвел Карленович
Самвел Карленович Геворкян (род. 30 июня 1970, Ереван, Армянская ССР) — советский и армянский тренер по греко-римской борьбе, заслуженный тренер Армении. Президент федерации борьбы г. Еревана и вице-президент Федерации борьбы Армении.
Старший тренер национальной сборной Армении по греко-римской борьбе.

## Биография
Начал заниматься борьбой с 8-летнего возраста (в 1978 году)
Его тренеры Гагик Хачатрян и Эдвард Саакян являются заслуженными тренерами Армении.
Был чемпионом и призёром Армении среди юношей (в 1980-х годах).
Многократный победитель всесоюзных турниров среди юношей.
В 1988 году был призван на военную службу.
Основатель федерации борьбы города Еревана. Мастер спорта.
С 1990-х годов перешел к тренерской деятельности в спортивной школе имени Норайра Мушегяна.
В 2002 г. стал Международном Мастером Спорта.
В 2007 г. окончил Армянский государственный институт физической культуры.
Основатель и директор Школы олимпийского резерва в 2003 г.
В 2002 году стал заслуженным тренером Армении.
В 2007 году был старшим тренером сборной Армении и личным тренером Ю. Патрикеева, ставшего бронзовым призёром на чемпионате мира в Баку.
В 2015 году сборная команда Армении под руководством Самвела Геворкяна, в лице М. Арутюняна, принесла единственную серебряную медаль на соревнованиях в Баку.

## Ученики
Ряд учеников Самвела Геворкяна стали чемпионами мира и Европы.
В 2001 году Вахинак Галустян стал чемпионом мира.
В 2001 году Карен Мнацаканян стал серебряным призёром чемпионата мира, в 2006 он же стал чемпион Европы.
Арсен Джулфалакян стал чемпионом Европы и мира.
2007 г. Патрикеев, Юрий Николаевич, двукратный чемпион Европы и олимпийский призёр в Пекине, за Армению.
2013 г. Асланян, Карен, чемпион мира среди молодежи, многократный призёр чемпионатов Европы (2018, 2019, 2020 гг.), чемпион мира среди военнослужащих в г. Клайпеда в 2017 г.
Самвел Геворкян — ответственный тренер серебряного призёра Европы и Олимпийских игр в 2016 г. Миграна Арутюняна.
2018 г. Давид Овасапян, стал серебряным призёром Чемпионата мира.

## Командные чемпионаты
- В 2002 г. стал победителем кубка Европейских чемпионов, клуба «Братьев Самургашевых» в командном зачете.
- Бронза кубка мира 2009 г. в командном зачете «Франция-Клармоферон»
- Бронза кубка мира 2010 г. в командном зачете «Армения-Ереван»

## Награды и медали
- В 2003 г. получил почетную грамоту благодарности от президента Армении.
- В 2012 г. получил почетную грамоту благодарности от президента Армении.
- В 2014 г. получил Медаль Благодарности Երախտագիտության մեդալ[арм.] от президента Армении.
- Дважды награждён от Олимпийского Комитета Армении медалями «ГРАНТ ШАГИНЯН».
- В 2016 г. награждён медалью «МОВСЕС ХОРЕНАЦИ».
- Был награждён медалью «Государственный работник Физической Культуры и Спорта».
- Награждён памятной медалью «ВАЗГЕН САРКИСЯН».